# Egon Pralle
Ernst-Egon Pralle (* 7. Mai 1900 in Schöneberg b. Berlin; † 6. November 1987 in Einbeck) war ein deutscher Politiker (BHE) und Mitglied des Niedersächsischen Landtages.

## Leben
Nach dem Abitur 1919 am humanistischen Wilhelmsgymnasium München arbeitete Egon Pralle eineinhalb Jahre als Bergmann im Kohle- und Erzbergbau in Schlesien. Danach besuchte er von 1920 bis 1924 die Technische Hochschule Breslau und die Technische Hochschule Berlin und erwarb das Diplom als Bergingenieur. Zusätzlich absolvierte er eine Ausbildung im kaufmännischen Bereich und ging dann als Bergreferendar in den Staatsdienst. An der Technischen Hochschule in Breslau promovierte er zum Doktor der Ingenieurwissenschaften.
Ein geerbtes Kalkwerk im schlesischen Kreis Bunzlau erweiterte er zu einem bedeutenden Kalk- und Zementhersteller. Dabei legte er Wert auf die soziale Sicherung seiner Arbeiter und Angestellten. Einen landwirtschaftlichen Betrieb stellte er als Zuchtbetrieb und Saatguterzeuger um. Er unternahm Reisen in das Ausland, darunter Nordamerika, Russland und Länder des Balkans, und er führte ökonomische und soziologische Studien durch.
Vor 1933 war Pralle SPD-Mitglied. Von 1927 bis 1933 war er Angehöriger der Freimaurerloge zur „Goldenen Kette“ Bunzlau. Zum 1. Mai 1933 trat er in die NSDAP ein (Mitgliedsnummer 2.245.413). Im selben Jahr wurde er Mitglied in der Sturmabteilung, in der er zum Sturmführer avancierte. Im September 1936 wurde er Förderndes Mitglied der SS (Mitgliedsnummer 1.109.537). Im Dezember 1933 war er bei der DAF. Bis 1937 war er als Kreiswirtschaftsberater tätig. Außerdem war er Vorsitzender im Kirchenvorstand. Zum 6. Februar 1939 wurde er endgültig aus der NSDAP wegen Steuerhinterziehung ausgeschlossen.
Der Entnazifizierungs-Ausschuss Braunschweig stufte ihn am 29. März 1951 in Kategorie V als entlastet ein. Von 1947 bis 1950 war der Heimatvertriebene als selbstständiger Fuhrunternehmer tätig. Zudem war er Handelsvertreter in Einbeck.
Egon Pralle war Mitbegründer des Bund der Heimatvertriebenen und Entrechteten (BHE) in Bad Gandersheim und wurde dort 2. Kreisvorsitzender. Vom 5. Mai 1952 bis 5. Mai 1955 war er Mitglied des Niedersächsischen Landtages (2. Wahlperiode). 1967 wurde er Mitglied des Corps Silesia Breslau.